# Marco Nummio Umbrio Primo Senecione Albino
Marco Nummio Umbrio Primo Senecione Albino (latino: Marcus Nummius Umbrius Primus Senecio Albinus; fl. 202-222) è stato un senatore e politico dell'Impero romano.

## Biografia
Albino era originario di Benevento: venne adottato dalla famiglia degli Umbrii Primi di Compsa (moderna Conza), i quali avevano stretti legami con la città d'origine di Albino. La stessa città lo onorò come civis et patronus, probabilmente per l'edificazione di edifici pubblici. Il padre naturale di Albino era il fratellastro di Clodio Albino, rivale dell'imperatore Settimio Severo, che l'aveva fatto, con tutta probabilità, condannare a morte. Il figlio Marco Nummio Senecio Albino fu console nel 227.
Sotto Severo fu questore candidato, mentre Caracalla lo nominò legatus d'Asia. È probabile che nel 202 abbia servito come legato sotto il padre adottivo, il proconsole d'Africa Marco Umbrio Primo; intorno al 204 fu pretore candidato.
Nel 206, Albino divenne console; tra il 209 e il 212 fu legato di Hispania Citerior mentre tra il 212 e il 217 fu legatus Augusti pro praetore di Dalmazia. È possibile che nel 222 Albino fosse proconsole d'Asia.